# Hồ đằng bốn cạnh
Hồ đằng bốn cạnh hay còn gọi chìa vôi bốn cạnh (danh pháp khoa học: Cissus quadrangularis) là một loài thực vật hai lá mầm trong họ Nho. Loài này được Linnaeus miêu tả khoa học đầu tiên năm 1767. cây nhai sống gây ngứa và ói giống như sâu chạm. Cảm giác rất khủng khiếp